# Volcán Radicofani
Radicofani es un estratovolcán, que está dentro de la provincia volcánica Tuscana, en Italia. El volcán tiene una forma cónica simétrica y el cono volcánico, esta medio erosionado. Al lado de dicho cono, esta el pueblo del mismo nombre y que en su cima se encuentra un castillo. Está compuesto totalmente de basalto y el monte Amiata es el volcán más cercano.